# Bidens chrysanthemifolia
Bidens chrysanthemifolia là một loài thực vật có hoa trong họ Cúc. Loài này được (Kunth) Sherff mô tả khoa học đầu tiên năm 1916.